# アドリアン・ヴィラールト
アドリアン・ヴィラールト（Adrian Willaert, 1490年頃 - 1562年12月7日）はフランドル出身の盛期ルネサンス音楽の作曲家。
ヴェネツィア楽派の開祖で、イタリアに移住してフランドル楽派のポリフォニー様式を同地に定着させた世代の、北方出身者のうち代表的人物。

## 生涯
おそらくブルッヘの出身だが、二次資料が示唆するのは、ルーセラーレ（Roeselare。西部フランドル、現ベルギー領）の地である。ヴィラールトの門人で、16世紀の著名な音楽理論家ジョゼッフォ・ツァルリーノによると、ヴィラールトはまず法学を学びにパリに赴くが、結局のところ音楽を学ぶ決心をしたという。同地でフランス宮廷礼拝堂の主要な作曲家のジャン・ムートンに出会って入門する。
ややあって1515年頃、今度は最初にローマに向かう。ヴィラールト青年の音楽的能力をほのめかすようなアネクドートが今も伝わっていて、それによるとヴィラールトは、自作のモテット（おそらく6声のための《善き甘き御言葉 Verbum bonum et suave 》）がローマ教皇庁の聖歌隊によって歌われているのに気付いて驚いていると、さらに驚いたことに、礼拝堂の歌手たちは、その曲がかの有名なジョスカンの作曲であると思い込んでいたという。そこでヴィラールトが相手の思い込みを訂正して――自分こそがその作者であると事実を告げて――やると、礼拝堂の聖歌隊から、二度と歌いません、ときっぱり断わられたというのである。実のところそれほどヴィラールト初期の様式は、よく練れたポリフォニー、声部間の巧みなバランス、模倣の頻繁な使用など、ジョスカンに非常によく似ていた。
1515年7月になると、フェラーラでイッポーリト・デステ1世の宮廷に仕えるようになる。イッポーリトは旅好きで、どうやらヴィラールトは主君に同行して各地を回ったらしく、1517年から1519年までハンガリーに住んだらしい。1520年にイッポーリトが亡くなると、ヴィラールトはフェラーラ公アルフォンソ・デステ に仕官する。1522年になるとアルフォンソの宮廷礼拝堂に職を得て、1525年まで同地に滞在。1525年には、ミラノのイッポーリト・デステ2世に雇われたという記録が残っている。
ヴィラールトの契約のうちで最も重大で、なおかつ西洋音楽史上で最も重大な契約のひとつが、ヴェネツィアのサン・マルコ大聖堂楽長への着任である。同地の音楽はヴィラールトの前任者ピエトロ・デ・フォッシス Pietro de Fossis の許で斜陽を迎えていたが、それがまもなく改められたからである。
ヴィラールトの1527年の契約から1562年の逝去まで、事実上の終身楽長としてその地位を守った。ヨーロッパ中の多くの作曲家がヴィラールトの門を叩きにヴェネツィアを訪れたが、作曲においても声楽においてもヴィラールトの水準は高かった。かつてフェラーラ家の主君に仕えていた期間にヴィラールトは、ヨーロッパ各地に数多くの影響力のある人物と親交を結んでおり、その中にはミラノのスフォルツァ家も入っていた。疑いなくこうしたことがヴィラールトの名声の広がりと、その後に北方諸国の音楽様式を北イタリアに移植し、開花させる上で大いに役立ったのである。

## 影響力と音楽様式

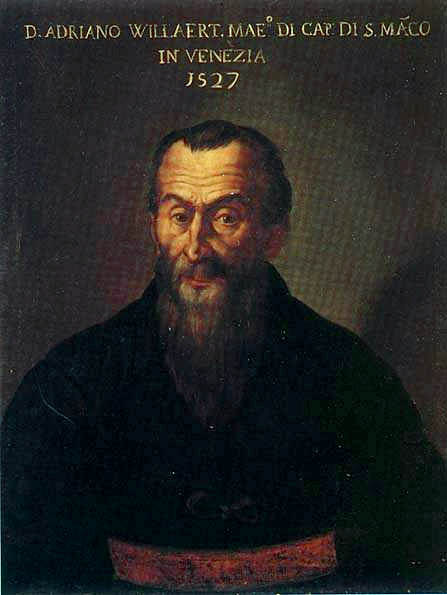

ヴィラールトはルネサンス時代の最も器用な作曲家の一人であり、ほとんどすべての既存の音楽様式や楽式によって作曲している。人間的な力量によって、また「聖マルコ寺院楽長」という中核的な地位によって、ヴィラールトはジョスカンの死からパレストリーナの時代の到来までの間、ヨーロッパ中で最も影響力のある音楽家となった。
ヴィラールトは、後にヴェネツィア楽派の分割合唱様式が発展を遂げる上でいしずえとなるような交唱様式を開発したと信じられている。聖マルコ寺院の本祭壇の両側には、2つの聖歌隊席があり、それぞれにオルガンが1台備え付けてある。ヴィラールトは合唱団を二つの部分に分け、それらを交互に、あるいは同時に利用している。そして詩篇などの宗教曲を、2つの交代しあう合唱のために作曲し、演奏した。このような新機軸はたちまち成功をおさめ、新たな方法論の発展に強い影響を及ぼしたのである。1550年にヴィラールトは《分割合唱のための詩篇集 Salmi spezzati 》を出版した。これがヴェネツィア楽派の最初のコーリ・スペッツァーティ様式による作品である。ヴィラールトはこのような交唱様式ないしは複合唱の方法を最初に用いた作曲家というわけではなかったにもかかわらず、それを有名にした最初の人物であるとは言えるだろう。
ヴィラールトは作曲家としてだけでなく、教育者としても傑出していた。門弟には、チプリアーノ・デ・ローレや、聖マルコ寺院の後任楽長コスタンツォ・ポルタ、フランチェスコ・ダッラ・ヴィオラ、ジョゼッフォ・ツァルリーノ、アンドレーア・ガブリエーリとその甥ジョヴァンニがいる。彼らが来たるべきヴェネツィア楽派の核となった世代であり、バロック音楽開始の時代を告げる、音楽様式の変化の時期に決定的な痕跡を残すことになったのである。ヴィラールトは非常に多数の作品を遺した。8曲のミサ曲、50曲以上の詩篇唱、150曲以上のモテット、およそ60曲のフランス語のシャンソン、70曲以上のイタリア語のマドリガーレ、そして若干の器楽曲リチェルカーレである。

### Media
Le dur travail